# Maarten Keulemans
Maarten Keulemans (Rotterdam, 1968) is een Nederlandse wetenschapsjournalist en schrijver.
Keulemans studeerde Culturele antropologie en Geschiedenis. In 1995 begon hij als raadsverslaggever en als regioredacteur bij het Leidsch Dagblad en werkte daarna als redacteur bij de universiteitskranten Delta en Folia en ook bij het magazine Quest. In 2003 werd hij wetenschapsredacteur bij NOS Online en op de webredactie van het radio- en televisieprogramma Noorderlicht (VPRO). Vanaf 2005 werkte Keulemans bij de TU Delft en Veen Uitgevers op de redactie van magazine Natuurwetenschap en Techniek.

## De Volkskrant
Hij was een aantal jaren columnist bij het katern 'Kennis' van de Volkskrant. In de columns leverde hij meermalen scherpe kritiek op de berichtgeving van de algemene media over wetenschap. Vanaf 2011 werkte hij als wetenschapsredacteur bij diezelfde krant. Zijn werk als wetenschapsjournalist vindt hij geen onderdeel van wetenschapscommunicatie. 
Naast zijn bevindingen als kritisch journalist plaatst Keulemans de meningen van niet direct betrokken wetenschappers. Zo ontkrachtte hij het RIVM-bericht dat alle mensen die 's avonds lang op hun telefoonschermpje kijken slecht zouden slapen. Het slecht slapen bleek echter alleen voor de groep tieners op te gaan. Ook profileerde hij zichzelf op sociale media en ging daarbij de inhoudelijke discussie met andersdenkenden niet uit de weg. Daarbij zette hij zich in bij het bestrijden van desinformatie.
Keulemans presenteerde meermalen het Volkskrant Kenniscafé. Ook was hij oprichter van de website exitmundi.nl.

## Erkenning
Keulemans werd in 2021 door vaktijdschrift Villamedia uitgeroepen tot Journalist van het Jaar.  Hij kreeg deze erkenning voor 'zijn onvermoeibare verslaggeving van de corona-epidemie voor de Volkskrant'. In twee jaar tijd schreef hij 459 artikelen over het virus.

## Schrijver
Zijn boek Exit Mundi, Het einde der tijden: de 50 beste apocalyptische scenario’s verscheen in 2018.

## Prijzen
- Journalist van het Jaar (2021)